# 니트로스피라균과
니트로스피라균과(Nitrospiraceae)는 세균과의 하나이다. 니트로스피라균문(Nitrospirae)과 니트로스피라균강(Nitrospira)에 속하며 가장 큰 속인 니트로스피라속(Nitrospira)과 함께 여러 속을 포함하고 있다. 이 세균 문 중에서 가장 먼저 기술된 종은 1995년에 발견된 니트로스피라 모스코비엔시스(Nitrospira moscoviensis)이다.